# Ribera del Duero
Ribera del Duero è una  comarca della Spagna della provincia di Burgos nella comunità autonoma di Castiglia e León.
Situata nel bacino del fiume Duero, nella parte meridionale della provincia, comprende una subcomarca denominata Valle de Esgueva.
Ribera del Duero è una comarca principalmente agricola, dove le culture più estese sono i cereali, la barbabietola e la vite. È praticata anche la pastorizia, soprattutto di ovini. Il prodotto forse più conosciuto della zona è però il vino, prodotto in grande qualità con la denominazione DOC Ribera del Duero, che è anche estesa ai comuni delle province di Soria, di Segovia e di Valladolid. Le città più importanti della zona sono Aranda de Duero (31.247 ab. - 2005) con un importante settore industriale e Roa (2.334 ab. - 2005).

## Comuni
Si compone di 68 comuni:
- Adrada de Haza
- Anguix
- Aranda de Duero
- Arandilla
- Arauzo de Miel
- Arauzo de Salce
- Arauzo de Torre
- Bahabón de Esgueva
- Baños de Valdearados
- Berlangas de Roa
- Brazacorta
- Cabañes de Esgueva
- Caleruega
- Campillo de Aranda
- Castrillo de la Vega
- Ciruelos de Cervera
- Coruña del Conde
- La Cueva de Roa
- Fresnillo de las Dueñas
- Fuentecén
- Fuentelcésped
- Fuentelisendo
- Fuentemolinos
- Fuentenebro
- Fuentespina
- Gumiel de Izán
- Gumiel de Mercado
- Haza
- Hontangas
- Hontoria de Valdearados
- La Horra
- Hoyales de Roa
- Huerta de Rey
- Mambrilla de Castrejón
- Milagros
- Moradillo de Roa
- Nava de Roa
- Olmedillo de Roa
- Oquillas
- Pardilla
- Pedrosa de Duero
- Peñaranda de Duero
- Pinilla Trasmonte
- Quemada
- Quintana del Pidio
- Roa
- San Juan del Monte
- San Martín de Rubiales
- Santa Cruz de la Salceda
- Santa María del Mercadillo
- Santibáñez de Esgueva
- La Sequera de Haza
- Sotillo de la Ribera
- Terradillos de Esgueva
- Torregalindo
- Torresandino
- Tórtoles de Esgueva
- Tubilla del Lago
- Vadocondes
- Valdeande
- Valdezate
- Vid y Barrios, La
- Villaescusa de Roa
- Villalba de Duero
- Villalbilla de Gumiel
- Villanueva de Gumiel
- Villatuelda
- Zazuar